# Біатлон на зимових Олімпійських іграх 2022 — естафета (змішана)
Змагання з біатлону в змішаній естафеті на зимових Олімпійських іграх 2022 відбулися 5 лютого в Національному центрі біатлону в місті Чжанцзякоу (КНР).
Чинні олімпійські чемпіони - французи, а команди Італії та Норвегії здобули на Іграх 2018 року, відповідно, срібну та бронзову нагороди. У рамках кубка світу 2021-2022 перед Олімпіадою відбулася лише одна змішана естафета, в якій перемогла Норвегія, а 2-ге та 3-тє місця посіли, відповідно, Білорусь та Франція. А ще Норвегія виграла в цій дисципліні Чемпіонат світу 2021.

## Результати
| Місце | Номер | Країна                                                                                                 | Час                                       | Штраф (P+S)                              | Відставання |
| ----- | ----- | --- | ----------------------------------------- | ---------------------------------------- | ----------- |
| 1     | 1     | НорвегіяМарте Ольсбу-Рейселанн · Тіріль Екгофф · Тар'єй Бо · Йоганнес Бо ·                             | 1:06:45.6 17:18.6 19:12.6 15:31.1 14:43.3 | 1+6 2+7 0+1 0+0 1+3 2+3 0+0 0+3 0+2 0+1  |             |
| 2     | 3     | ФранціяАнаїс Шевальє · Жулья Сімон · Емільєн Жаклен · Кентен Фійон-Має ·                               | 1:06:46.5 18:43.7 17:17.7 15:56.3 14:48.8 | 0+5 3+6 0+2 1+3 0+2 0+0 0+0 2+3 0+1 0+0  | +0.9        |
| 3     | 5     | Олімпійський комітет РосіїУляна Нігматулліна · Христина Рєзцова · Олександр Логінов · Едуард Латипов · | 1:06:47.1 18:16.0 18:46.1 14:38.3 15:06.7 | 0+4 1+9 0+2 0+3 0+1 1+3 0+0 0+2 0+1 0+1  | +1.5        |
| 4     | 4     | ШвеціяГанна Еберг · Ельвіра Карін Еберг · Мартін Понсілуома · Себастьян Самуельссон ·                  | 1:07:26.6 18:02.6 18:13.8 15:41.1 15:29.1 | 0+7 0+6 0+2 0+1 0+3 0+2 0+0 0+3 0+2 0+0  | +41.0       |
| 5     | 6     | НімеччинаВанесса Фоґт · Деніз Геррманн · Бенедикт Долль · Філіпп Наврат ·                              | 1:07:51.1 19:37.1 18:00.0 15:23.0 14:51.0 | 1+10 1+8 1+3 1+3 0+3 0+3 0+3 0+1 0+1 0+1 | +1:05.5     |
| 6     | 2     | БілорусьДінара Алімбекова · Ганна Сола · Микита Лобастов · Антон Смольський ·                          | 1:08:00.2 17:49.8 19:05.0 15:32.8 15:32.6 | 0+6 2+8 0+1 0+1 0+3 2+3 0+0 0+2 0+2 0+2  | +1:14.6     |
| 7     | 19    | СШАСьюзен Данклі · Клер Іган · Шон Доерті · Пол Шоммер ·                                               | 1:08:58.3 18:52.3 17:38.8 15:27.8 16:59.4 | 1+8 0+4 0+3 0+2 0+1 0+0 1+3 0+2          | +2:12.7     |
| 8     | 14    | ШвейцаріяЕмі Басерґа · Лена Гекі · Беньямін Веґер · Себастьян Штальдер ·                               | 1:09:06.0 18:39.9 18:44.0 15:23.8 16:18.3 | 2+6 0+5 1+3 0+1 0+0 0+1 0+0 0+2          | +2:20.4     |
| 9     | 7     | ІталіяЛіза Віттоцці · Доротея Вірер · Томас Бормоліні · Лукас Гофер ·                                  | 1:09:25.3 17:35.3 18:30.2 16:23.0 16:56.8 | 0+4 2+10 0+0 0+1 0+1 0+3 0+0 1+3 0+3 1+3 | +2:39.7     |
| 10    | 11    | АвстріяЮлія Швайґер · Ліза-Тереза Гаузер · Зімон Едер · Фелікс Ляйтнер ·                               | 1:09:44.2 19:25.7 18:41.6 15:49.8 15:47.1 | 1+6 1+7 0+2 1+3 1+3 0+0 0+1 0+3 0+0 0+1  | +2:58.6     |
| 11    | 8     | ФінляндіяСуві Мінккінен · Марі Едер · Теро Сеппяля · Оллі Гійденсало ·                                 | 1:10:06.7 19:24.1 18:14.2 15:12.5 17:15.9 | 1+6 0+6 0+0 0+0 0+2 0+3 0+1 0+0 1+3 0+3  | +3:21.1     |
| 12    | 9     | ЧехіяДжессіка Їслова · Маркета Давідова · Мікулаш Карлік · Міхал Крчмарж ·                             | 1:10:20.2 18:40.2 18:44.1 17:11.7 15:44.2 | 2+7 1+10 0+3 0+2 0+0 0+3 2+3 1+3 0+1 0+2 | +3:34.6     |
| 13    | 10    | УкраїнаВалентина Семеренко · Юлія Джіма · Артем Прима · Дмитро Підручний ·                             | 1:10:21.7 20:46.4 17:50.2 15:45.1 16:00.0 | 3+9 1+6 2+3 1+3 0+0 0+2 0+3 0+1 1+3 0+0  | +3:36.1     |
| 14    | 18    | КанадаСара Бодрі · Емма Ландер · Крістіан Гоу · Скотт Гоу ·                                            | 1:11:12.4 19:48.9 18:48.1 16:30.5 16:04.9 | 0+5 3+12 0+1 0+3 0+3 2+3 0+0 1+3         | +4:26.8     |
| 15    | 12    | КитайМен Фаньці · Чу Юаньмен · Янь Син'юань · Чен Фанмін ·                                             | 1:11:28.1 19:15.9 19:46.1 16:20.4 16:05.7 | 0+3 0+9 0+0 0+3 0+3 0+2 0+0 0+2          | +4:42.5     |
| 16    | 13    | ЕстоніяРеґіна Ойя · Туулі Томінґас · Рене Захкна · Крісто Сіймер ·                                     | 1:11:56.5 18:50.6 19:19.0 16:13.1 17:33.8 | 0+8 1+6 0+3 0+1 0+0 1+3 0+2 0+0 0+3 0+2  | +5:10.9     |
| 17    | 15    | СловаччинаІвона Фіалкова · Пауліна Фіалкова · Міхал Шима · Томаш Скленарік ·                           | КОЛО 19:59.3 19:45.2 0                    | 3+3 0+3 1+3 0+1 5+3                      | +9:59.7     |
| 18    | 20    | ЯпоніяФуюко Татідзакі · Сарі Маеда · Цукаса Кобонокі · Косуке Одзакі ·                                 | КОЛО 19:53.9 0                            | 0+3 0+3 0+2 3+3                          | +9:59.7     |
| 19    | 17    | БолгаріяМилена Тодорова · Марія Здравкова · Владімір Ілієв · Дімітар Герджиков ·                       | КОЛО 19:38.6 0                            | 0+2 1+3 0+1 2+3                          | +9:59.8     |
| 20    | 16    | СловеніяПолона Клеменчич · Жива Клеменчич · Яков Фак · Міха Довжан ·                                   | КОЛО 19:15.0 0                            | 0+1 0+3 3+3 1+3                          | +9:59.9     |